# Colégio São Francisco Xavier (Ipatinga)
O Colégio São Francisco Xavier é uma instituição de ensino do município brasileiro de Ipatinga, no interior do estado de Minas Gerais. Seu prédio principal, onde são lecionadas a educação infantil e os ensinos fundamental e médio, está localizado no bairro Cariru, enquanto que a unidade de ensino técnico se encontra no Horto.
Encontra-se em funcionamento desde dezembro de 1961, apesar de ter sido oficialmente fundado pela Usiminas em 15 de junho de 1962. Sua criação se fez necessária devido ao crescimento populacional observado em função do estabelecimento da siderúrgica na atual Região Metropolitana do Vale do Aço. Em 1969, foi instalada a Fundação São Francisco Xavier (FSFX), encarregada do fomento à atuação comunitária da empresa, bem como da manutenção da instituição de ensino, que foi reestruturada no começo da década de 1990 a fim de atender às novas orientações da Lei de Diretrizes e Bases da Educação Nacional (LDB).